# 伊吹楓
伊吹 楓（いぶき かえで、11月2日 - ）は、日本の漫画家。宮城県出身。血液型はAB型。
2000年、小学館『少女コミック』8月増刊号にて掲載された、「ストロベリーLOVER」でデビュー。
以後、『Sho-Comi』を中心に執筆していたが、2009年からは『モバイルフラワー』や『小学六年生』、『プチコミック』などへも執筆を展開している。
雑誌の出版元はいずれも小学館。

## 作品リスト
- エキサイト・上等!
- いじわるご主人様
- 桃色♥視線
- 感じるすぺしゃるオーダー
- おしえて。先生事情
- バンパイア クライシス
- 小悪魔7 JSのためのアタラシイ教科書
- その衝動を神に誓え
- 愛したのは「妹」でした

以下オムニバス作品
- 誘惑〜逆らえない欲望〜
- 秘密〜Hなナイショ話〜